# Objektiv
Objektív je element optičnih naprav. Sestavlja ga praviloma več leč (včasih lahko tudi zrcal). Naloga objektiva je zbiranje (zbiralne leče) svetlobe in projiciranje slike na neko površino, ki je običajno občutljiva na svetlobo, ali neposredno v človeško oko. Uporablja se v fotoaparatih, kamerah, različnih projektorjih, mikroskopih, daljnogledih in merilnih napravah (glej geodezija). Objektivi v daljnogledih in mikroskopih dajo sliko, ki se opazuje s pomočjo okularja. V teh primerih lahko objektiv vsebuje tudi razpršilne leče. Leče objektiva so izdelane in sestavljene tako, da skupaj odpravljajo optične napake.
Včasih okular vsebuje tudi zaslonko, ki odmerja količino svetlobe, ki vstopa v napravo. Mikroskopi imajo običajno več objektivov, ki se enostavno izmenjujejo, za zrcalnorefleksne fotoaparate pa sta na voljo zlasti dve veliki skupini - s  fiksno in s spremenljivo goriščno razdaljo (t. i. zumi, iz angl. zoom).

## Značilnosti
Pri objektivih so pomembni še naslednji parametri:
- goriščna razdalja (goriščnica)
- svetlobna jakost
- velikost optičnih napak
- ločljivost

## Vrste objektivov
- fiksni objektiv
- standardni objektiv
- zum in superzum
- širokokotni objektiv
- teleobjektiv
- makro objektiv
- zrcalni objektiv
- perspektivni objektiv
- ribje oko

- Objektiv optičnega mikroskopa
- Objektiv diaprojektorja iz 60. let 20. stoletja.
- Objektiv Nikon Nikkor (18-70 mm AF-S DX f/3,5-4,5 G IF-ED)
- Premični objektiv Pentax (6×7 Shift 75 mm f/4,5)
- Super širokokotni objektiv krožno ribje oko BelOMO Peleng (8 mm f/3,5)
- Objektiv ribje oko Nikon Nikkor (10,5 mm AF DX f/2,8 G ED)
- Teleobjektiv Canon (EF 500 mm f/4 L IS USM)